# 埃斯哈爾
49°47′51″N 36°35′27″E / 49.79750°N 36.59083°E

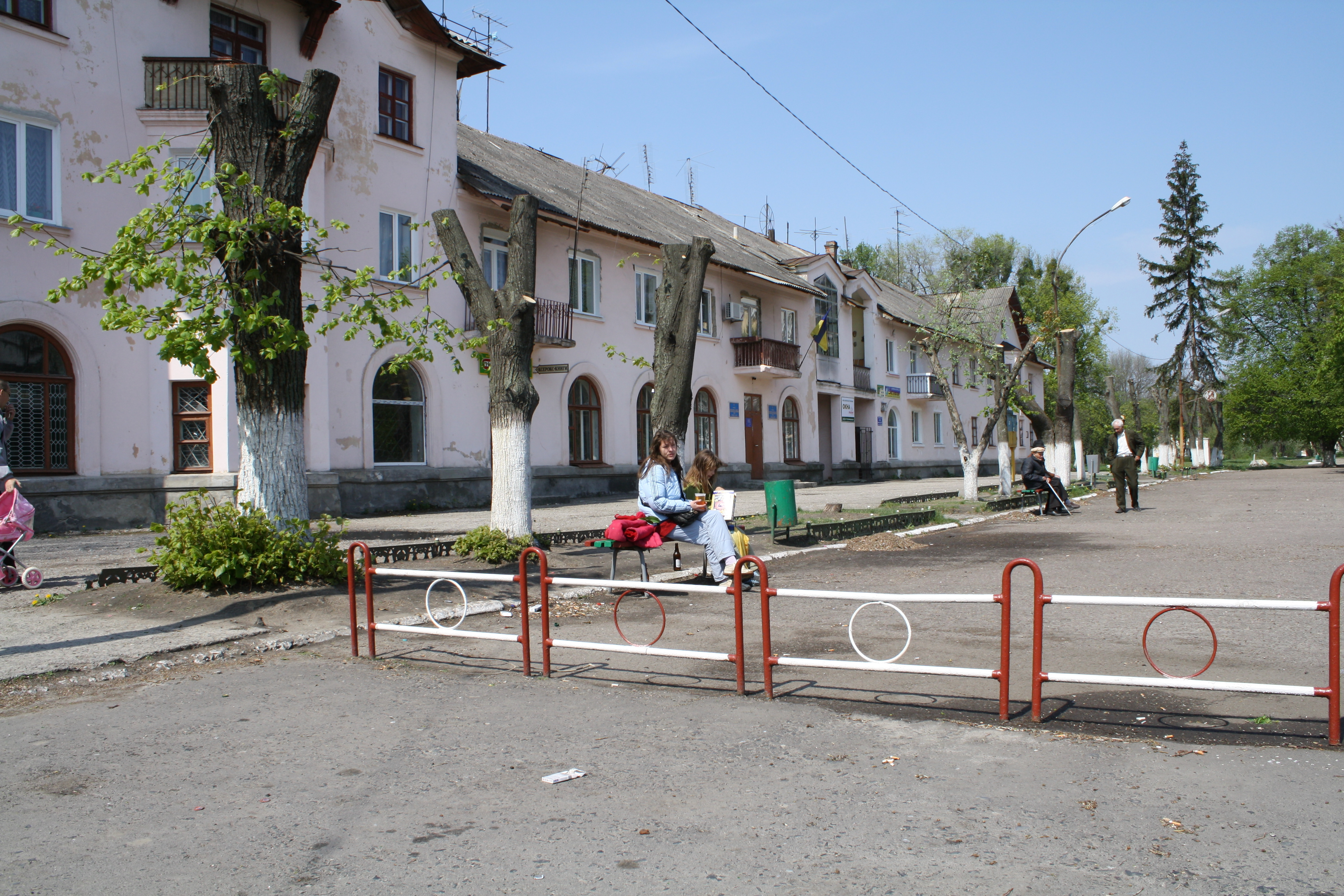
镇中心

埃斯哈爾（羅馬化：Eskhar）是位於烏克蘭東部的鎮，由哈爾科夫州丘胡伊夫區的新波克羅夫卡市鎮負責管轄。該鎮始建於1927年，面積1.48平方公里，海拔高度119米，2011年人口5,508，人口密度每平方公里3,721.62人。